# Pasaporte tailandés
El pasaporte tailandés es el documento de identidad emitido a ciudadanos y nacionales de Tailandia por la División de Pasaportes del Departamento de Asuntos Consulares del Ministerio de Relaciones Exteriores.  Los pasaportes biométricos tailandeses se emiten desde agosto de 2005.

## Historia
La historia de los pasaportes tailandeses se remonta a los documentos de viaje emitidos por primera vez durante el reinado del rey Chulalongkorn a fines del siglo XIX. Las primeras regulaciones de pasaportes en Tailandia se promulgaron en 1917, para garantizar la seguridad del país durante la Primera Guerra Mundial. En 1939 se introdujo por primera vez un folleto de pasaporte tailandés en tailandés y francés, que se cambió a tailandés e inglés en 1977. Los pasaportes tailandeses legibles por máquina se introdujeron en 1993 y, en agosto de 2005, Tailandia se convirtió en el segundo país del mundo y de Asia (después de Malasia) en introducir pasaportes biométricos. En 2019, la validez de los pasaportes tailandeses aumentó de 5 a 10 años.
Un pasaporte de tercera generación que se lanzó en julio de 2020 cuenta con una identificación de escaneo de iris y es válido por 10 años. El número de oficinas disponibles para solicitar un pasaporte aumentará de 319 a 500.

## Requerimientos de visado

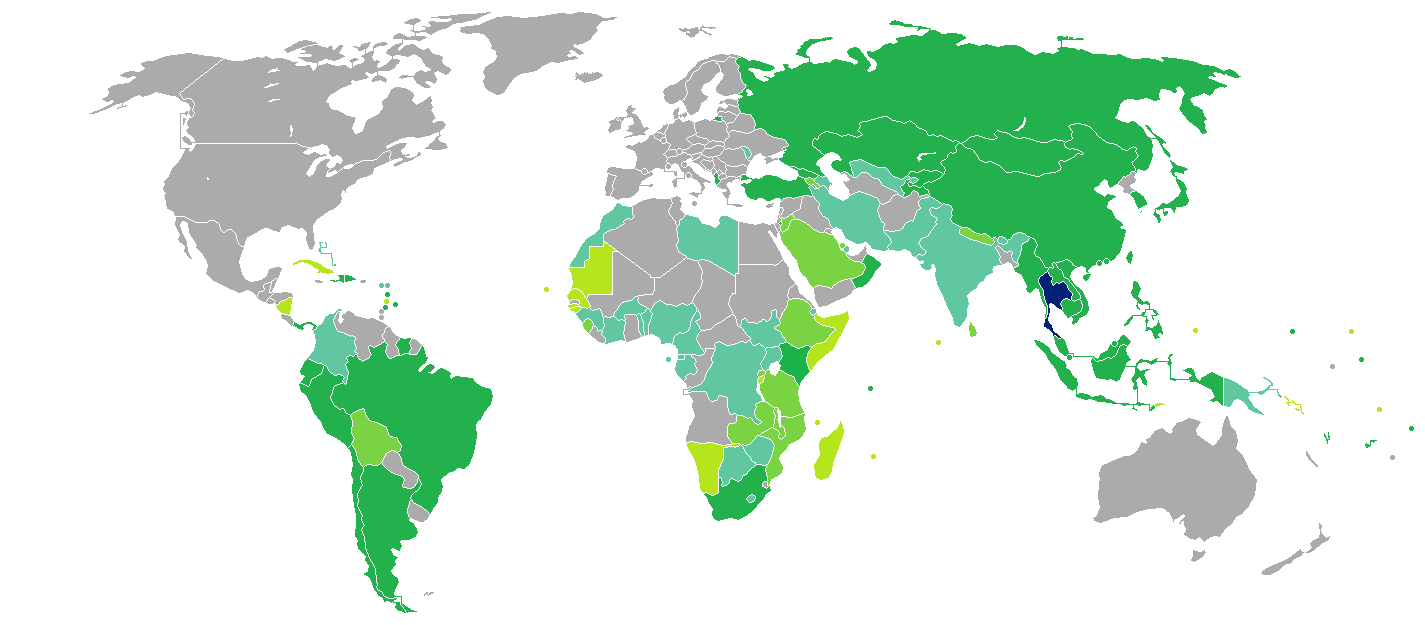
Requisitos de visado para ciudadanos tailandeses
Tailandia
No requiere visa
Visa disponible tanto a la llegada como en línea
Visa a la llegada
Visa en línea
Requiere visa

En julio de 2020, los ciudadanos tailandeses tenían acceso sin visa o con visa a la llegada a 78 países y territorios, lo que ubica al pasaporte tailandés en el puesto 66 del mundo según el Índice de Restricciones de Visa.